# ژروم کوزن
ژروم کوزن (فرانسوی: Jérôme Cousin‎؛ زادهٔ ۵ ژوئن ۱۹۸۹) دوچرخه‌سوار اهل فرانسه است.
از باشگاه‌هایی که در آن رکاب زده‌است می‌توان به تیم دوچرخه‌سواری کوفیدیس و تیم دوچرخه‌سواری دیرکت انرژی اشاره کرد.